# ضدافسردگی‌های سه‌حلقه‌ای
ضدافسردگی‌های سه‌حلقه‌ای (به انگلیسی: Tricyclic Antidepressants) گروهی از داروها هستند که کاربرد اصلی آن‌ها در اختلال افسردگی است. این داروها که در دهه ۵۰ میلادی کشف شدند، در اواخر همان دهه به بازار عرضه شدند. تنها کاربرد تأیید شده از طرف FDA برای این داروها درمان اختلال افسردگی ماژور است، به جز کلومیپرامین که در اختلال وسواسی جبری نیز کاربرد دارد.

## کاربرد
اگرچه TCAها گاهی برای درمان اختلالات افسردگی تجویز می‌شوند، اما در بیشتر نقاط جهان توسط داروهای ضدافسردگی جدیدی مانند بازدارنده‌های بازجذب سروتونین (SSRIها)، بازدارنده‌های بازجذب سروتونین-نوراپی‌نفرین (SNRI‌ها) و بازدارنده‌های بازجذب نوراپی‌نفرین (NRIها) جایگزین شده‌اند.
گرچه این داروها بیشتر در درمان اختلال افسردگی به کار می‌رفته‌اند اما در طی تحقیقات کاربردهای متنوع دیگری برای آن‌ها یافته شده‌است، شامل:
- اختلال وسواسی جبری، اختلال استرس پس از حادثه، اختلال اضطرابی عمومی.
- بهبود علایم در اختلالات خوردن (بولمیا نروزا یا چاقی عصبی)
- برخی سندرم‌های درد مقاوم به درمان
- درمان اختلالات جنسی همچون انزال زودرس
- درمان اپیزودهای کاتاپلکسی در نارکولپسی

## عملکرد
عمل اصلی داروهای این گروه در مغز مهار بازجذب سروتونین و نور اپینفرین با بلوک نمودن عملکرد انتقال دهنده‌های سروتونین و نور اپی نفرین است؛ لذا موجب افزایش سطح مغزی سروتونین و نور اپینفرین می‌شوند. این داروها اثر بسیار کمی بر روی انتقال دوپامین دارند. این داروها بر بسیاری از گیرنده‌های عصبی در مغز اثرات متفاوتی دارند.
جدول تمایل داروهای سه حلقه‌ای به اتصال با رسپتورهای مختلف نورونها
| ترکیب         | SERT  | NET   | DAT    | 5-HT1A | 5-HT2A | α1    | α2    | D2    | H1   | mACh  |
| آمی تریپتیلین | ۲۰    | ۳۵    | ۳٬۲۵۰  | ۳۲۰    | ۲۴     | ۲۶    | ۸۱۵   | ۱٬۲۳۰ | ۱٫۰۳ | ۱۳٫۸  |
| بوتریپتیلین   | ۱٬۳۶۰ | ۵٬۱۰۰ | ۳٬۹۴۰  | ۷٬۰۰۰  | ۳۸۰    | ۵۷۰   | ۴٬۸۰۰ | ?     | ۱٫۱  | ۳۵    |
| کلومیپرامین   | ۰٫۲۸  | ۳۸    | ۲٬۱۹۰  | ۷٬۰۰۰  | ۲۷     | ۳۸    | ۳٬۲۰۰ | ۱۹۰   | ۳۱   | ۳۷    |
| دسیپرامین     | ۱۷٫۶  | ۰٫۸۳  | ۳٬۱۹۰  | ۶٬۷۰۰  | ۳۱۵    | ۱۱۵   | ۶٬۳۵۰ | ۳٬۴۰۰ | ۸۵   | ۱۳۲   |
| دوسولپین      | ۸٫۶   | ۴۶    | ۵٬۳۱۰  | ۲٬۳۰۰  | ۲۵۸    | ۴۷۰   | ۲٬۴۰۰ | ?     | ۳٫۶  | ۲۵    |
| دوکسپین       | ۶۸    | ۲۹٫۵  | ۱۲٬۱۰۰ | ۲۸۳    | ۲۶     | ۲۴    | ۱٬۱۸۵ | ۱٬۳۸۰ | ۰٫۲۱ | ۵۲    |
| ایمی‌پرامین    | ۷     | ۳۷    | ۸٬۵۰۰  | ۷٬۶۵۰  | ۱۱۵    | ۶۱    | ۳٬۱۵۰ | ۱٬۳۱۰ | ۲۴   | ۶۸    |
| ایپریندول     | ۱٬۶۲۰ | ۱٬۲۶۲ | ۶٬۵۳۰  | ۲٬۸۰۰  | ۲۸۰    | ۲٬۳۰۰ | ۸٬۶۰۰ | ?     | ۱۳۰  | ۲٬۱۰۰ |
| لوفپرامین     | ۷۰    | ۵٫۴   | ۱۸٬۰۰۰ | ۴٬۶۰۰  | ۲۰۰    | ۱۰۰   | ۲٬۷۰۰ | ۲٬۰۰۰ | ۳۶۰  | ۶۷    |
| نورتریپتیلین  | ۱۸    | ۴٫۳۷  | ۱٬۱۴۰  | ۳۰۲    | ۴۳     | ۵۸    | ۲٬۲۶۵ | ۱٬۸۸۵ | ۸٫۲  | ۹۴    |
| پروتریپتیلین  | ۱۹٫۶  | ۱٫۴۱  | ۲٬۱۰۰  | ۳٬۸۰۰  | ۷۰     | ۱۳۰   | ۶٬۶۰۰ | ۲٬۳۰۰ | ۲۵   | ۲۵    |
| تریمیپرامین   | ۱۴۹   | ۲٬۴۵۰ | ۳٬۷۸۰  | ۸٬۰۰۰  | ۳۲     | ۲۴    | ۶۸۰   | ۱۸۰   | ۰٫۲۷ | ۵۸    |

انتقال دهنده سروتونین: SERT؛ انتقال دهنده دوپامین: DAT؛ انتقال دهنده نور اپینفرین: NET؛ گیرنده نوع یک هیستامین: H۱؛ گیرنده آلفا آدرنرژیک: α؛ گیرنده موسکارینی استیل کولین: mACh

## برخی ضد افسردگیهای سه حلقه‌ای
- نورتریپتیلین
- آمی‌تریپتیلین
- کلومیپرامین
- ایمیپرامین
- دسیپرامین
- دوکسپین